# Lenharrée
Lenharrée ist eine französische Gemeinde mit 109 Einwohnern (Stand: 1. Januar 2022) im Département Marne in der Region Grand Est (bis 2015 Champagne-Ardenne). Die Gemeinde gehört zum Arrondissement Châlons-en-Champagne und zum 2016 gegründeten Gemeindeverband Châlons-en-Champagne. Die Bewohner werden Lenhriots genannt.

## Geografie
Lenharrée liegt 33 Kilometer südwestlich der Départements-Hauptstadt Châlons-en-Champagne und 58 Kilometer nördlich von Troyes in der Champagne sèche, der „trockenen Champagne“ an der Somme-Soude. 
Umgeben wird Lenharrée von den Nachbargemeinden Fère-Champenoise im Norden und Westen, Soudron im Nordosten, Vassimont-et-Chapelaine im Süden und Osten sowie Connantray-Vaurefroy im Südwesten.

## Bevölkerungsentwicklung
| Jahr                       | 1962 | 1968 | 1975 | 1982 | 1990 | 1999 | 2006 | 2011 | 2018 |
| Einwohner                  | 176  | 145  | 123  | 139  | 132  | 107  | 87   | 103  | 97   |
| Quellen: Cassini und INSEE |      |      |      |      |      |      |      |      |      |

## Sehenswürdigkeiten
- Kirche Saint-Étienne aus dem 12. Jahrhundert

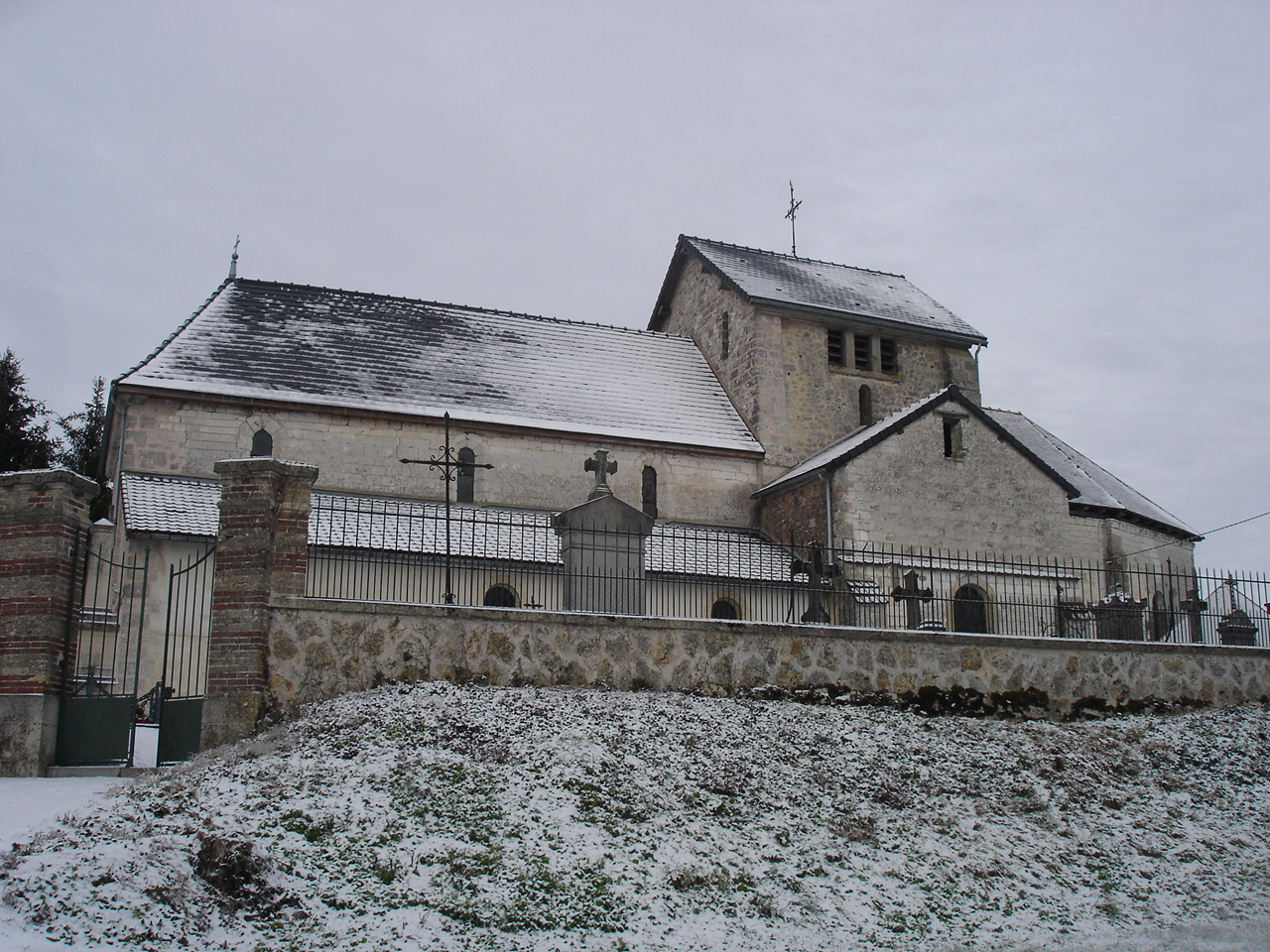
Kirche Saint-Étienne

## Belege
1. ↑  Lenharrée auf cassini.ehess.fr
2. ↑  Lenharrée auf insee.fr